# Kirubi
Kirubi es la denominación de los toros alados con cabeza humana, un tipo de criatura terioforme propia de la mitología asiria. Del acadio Kuribu; en babilonio-asirio Karabu, También son llamados shedi ("genio"), por su función, o toros, por su forma.
Estos genios alados se representaban a gran tamaño y con aspecto monstruoso en las entradas de los templos y palacios de las civilizaciones mesopotámicas, y se les identificaba con los nombres de Lammasu ("espíritu protector") o Cherub (querubín). Existía un cherub en la mitología egipcia, con múltiples alas y ojos.

## Kirubi y querubín
Se ha propuesto que la pareja de querubines que la Biblia describe en el Arca de la Alianza podrían haber tenido el aspecto de los kirubi, es decir, de toros alados, y no de hombres alados, como suelen representarse las criaturas angélicas en el cristianismo.
La palabra latina cherubim es transcripción del plural hebreo kerub / kerubim. Esta palabra hebrea deriva de la asiria-babilonia karabu y ésta de la acadia kuribu. En árabe ha pasado con las formas karub / karubum, karubim, karubiyy o karubim.
El significado original de las raíces semíticas de la palabra incorporaría dos sentidos complementarios: el de "grande y poderoso" así como el de "propicio y bendito".